# Rudolf Katz

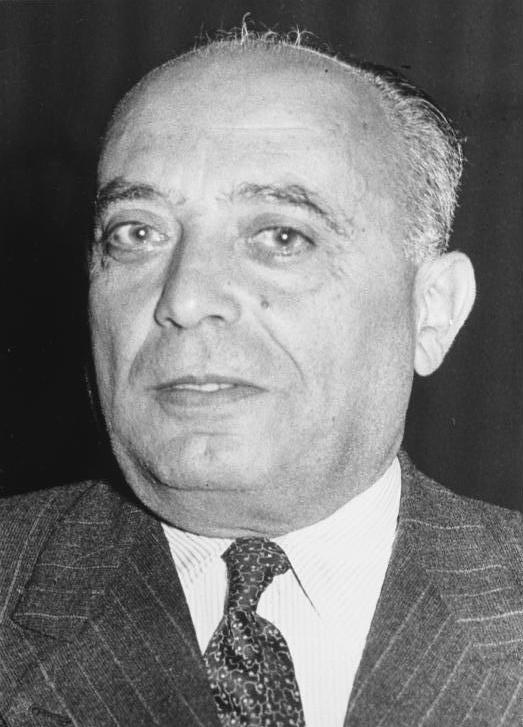
Rudolf Katz (1951), Aufnahme aus dem Bundesarchiv

Rudolf Katz (* 23. November 1895 in Falkenburg, Pommern; † 23. Juli 1961 in Baden-Baden) war ein deutscher Politiker (SPD) und Jurist. Er war von 1947 bis 1950 Justizminister und daneben von 1948 bis 1949 Bildungsminister des Landes Schleswig-Holstein. Von 1951 bis zu seinem Tod war er erster Vizepräsident des Bundesverfassungsgerichts.

## Ausbildung und Beruf
Katz, der ursprünglich jüdischen Glaubens war, wurde als Sohn eines Kantors geboren und besuchte das Reformgymnasium in Kiel. Anschließend studierte er von 1913 bis 1919, unterbrochen durch den Kriegsdienst im Ersten Weltkrieg, Rechtswissenschaften,  und promovierte über die Stellung des Reichspräsidenten. Doktorvater war Walter Jellinek. Von 1924 bis 1933 arbeitete er als Rechtsanwalt und (seit 1929) Notar in Altona. 1930 trat er aus der jüdischen Gemeinde aus, da er sich als Sozialist von der Religion entfernt hatte. Als ihm 1933 aus rassistischen und politischen Gründen die Verhaftung drohte, floh er am 31. März gemeinsam mit Max Brauer nach Frankreich. Das Notariat wurde ihm am 9. Juni, die Rechtsanwaltszulassung am 5. September 1933 entzogen. Im Oktober 1933 wurde er Delegierter des Völkerbundes in Nanjing (China) und dort Berater der Regierung in Kommunalfragen. Ab 1935 hielt er sich in den Vereinigten Staaten auf, wo er als Wissenschaftler an der Columbia University arbeitete und Redakteur der New Yorker Neuen Volkszeitung war. Diese war die Zeitung der German Labour Delegation, einer Organisation deutscher sozialdemokratischer Emigranten. Er war außerdem Sekretär der „German Labor Delegation in USA“, Direktor der „Rand School of Social Science“ in New York und Direktor der Zeitschrift The New Leader. 1938 wird er durch die Nationalsozialisten ausgebürgert und nimmt die amerikanische Staatsbürgerschaft an. Danker und Lehmann-Himmel charakterisieren ihn in ihrer Studie über das Verhalten und die Einstellungen der Schleswig-Holsteinischen Landtagsabgeordneten und Regierungsmitglieder der Nachkriegszeit in der NS-Zeit als „oppositionell-gemeinschaftsfremden“ Emigranten.
Im Juli 1946 kehrte Katz nach Schleswig-Holstein zurück.

## Partei
Katz war bereits in der Weimarer Republik und auch während des Exils sowie nach 1945 Mitglied der SPD.

## Abgeordneter
1929 bis 1933 war Katz Stadtverordneter in Altona und 1932/33 auch Stadtverordnetenvorsteher.
Katz gehörte dem Länderrat der Bizone und dem Parlamentarischen Rat an. Katz war von 1950 bis September 1951 Landtagsabgeordneter in Schleswig-Holstein. Er meldete sich häufig zu „vergangenheitspolitischen“ (so Danker und Lehmann-Himmel in ihrer Studie) Fragestellungen zu Wort, insbesondere, was die Entnazifizierung und ihre Beendigung betrifft.

## Öffentliche Ämter
Am 1. Dezember 1947 wurde er als Justizminister in die von Ministerpräsident Hermann Lüdemann geführte Landesregierung von Schleswig-Holstein berufen. In dieser Position setzte er sich für die Wiedereinstellung nationalsozialistisch belasteter Richter und Staatsanwälte ein, weil er hoffte, diese in das demokratische System integrieren zu können. Am 24. Januar 1949 übernahm er zusätzlich die Leitung des Ministeriums für Volksbildung. Dem am 29. August 1949 gebildeten Kabinett von Ministerpräsident Bruno Diekmann gehörte er dann wieder ausschließlich als Justizminister an. Nach der Landtagswahl 1950, bei der die SPD ihre absolute Mehrheit verlor, schied Katz am 5. September 1950 aus der Landesregierung aus.
1951 wurde er Richter des Bundesverfassungsgerichts und dessen erster Vizepräsident.